# Incrustoporiaceae
Incrustoporiaceae Jülich – rodzina grzybów należąca do rzędu żagwiowców (Polyporales).

## Charakterystyka
Grzyby poliporoidalne powodujące białą zgniliznę drewna. System strzępkowy dimityczny, rzadziej monomityczny. Strzępki ze sprzążkami, rzadko z prostymi septami. Zarodniki cienkościenne, gładkie, szkliste, stosunkowo małe. Cystyd zwykle brak, ale w hymenium znajdują się inkrustowane końce strzępek generatywnych.

## Systematyka
Pozycja w klasyfikacji według Index Fungorum: Incrustoporiaceae, Polyporales, Incertae sedis, Agaricomycetes, Agaricomycotina, Basidiomycota, Fungi.
Według Index Fungorum bazującego na Dictionary of the Fungi do rodziny Incrustoporia należą rodzaje:
- Gloeoporellus Zmitr. 2018
- Incrustoporia Domanski 1963
- Piloporia Niemelä 1982
- Skeletocutis Kotl. & Pouzar 1958 – szkieletnica
- Tyromyces P. Karst. 1881 – białak

Nazwy polskie według W. Wojewody.